# Carlo Ferdinando Scholta
Carlo Ferdinando Scholta (Pula, 8 april 1900 - Wiesbaden, 1984) was een componist en muziekleraar van Italiaans-Oostenrijkse geboorte. Zijn composities worden gekenmerkt door de twaalftoonstechniek en atonaliteit: het ontbreken van een vaste toonsoort. Hij studeerde in Wenen en werkte onder meer in Parijs, Brussel, Den Haag en Londen.

## Biografische schets
Carlo Ferdinando Scholta werd op 8 april 1900 geboren in Pula als zoon van Venceslao Scholta en Guissepina Holzer. De stad Pula op het Italiaanse schiereiland Istrië was toen Oostenrijks gebied. De jongen bleek muzikale aanleg te hebben en werd naar Wenen gestuurd voor een opleiding als musicus. Hij studeerde er viool, compositie en directie bij Arnold Schönberg, Franz Schreker en Franz Salmhofer. 'Als typisch exempel van deze school (dodecafonisch, atonaal, etc.) was hij niet alleen wereldvreemd, maar ook niet geïnteresseerd om zijn werken uitgevoerd te krijgen.'
Om in zijn levensonderhoud te voorzien werkte Scholta waar mogelijk als muziekleraar, maar bij zijn huwelijk op 10 november 1928 gaf hij daarnaast als beroep op: hotelbediende. Hij huwde te Antwerpen de Nederlandse Maria Elisabeth Antonia (Mieke) Verbruggen (1908-2004), dochter van een bakker te Grathem in Nederlands-Limburg. Zij werkte in Antwerpen als huishoudster en ‘buffetjuffer’. Hun voertaal lijkt het Duits te zijn geweest.
Vanuit Brussel vestigde Scholta zich in februari 1929 als muziekleraar in Den Haag. Op een korte periode in Antwerpen na, zou hij er tot midden 1939 op wisselende adressen verblijven. In Nederland raakte hij bevriend met de componisten Marius Monnikendam, voor wie hij orkestreerde, en Willem Pijper. Ook de Vlaamse schrijver Felix Timmermans behoorde tot zijn vriendenkring. Naar aanleiding van diens immens populaire, maar door de geestelijkheid met gemengde gevoelens bekeken streekroman Pallieter uit 1916, schreef hij de opera 'Pallieter'. Deze schijnt nooit te zijn uitgevoerd.
In het begin van de Tweede Wereldoorlog, mogelijk eerst in 1941-42, werd Carlo Scholta, die nog steeds de Oostenrijkse nationaliteit had, onder de wapenen geroepen om als kok te dienen in het (dan) Duitse leger. Hij vestigde zich vervolgens in Wenen. In die periode schreef hij muziek bij het theaterstuk Antigone, een in 1942 door de Franse schrijver Jean Anouilh herschreven versie van een toneelstuk uit de vijfde eeuw voor Christus, van de hand van de Griekse tragedieschrijver Sophocles. Anouilhs toneelstuk werd voor het eerst opgevoerd in Parijs, op 6 februari 1944. Carlo Scholta's operaversie is, onder zijn leiding, eind jaren 1940 ten minste eenmaal uitgevoerd.
Inmiddels, mogelijk reeds voor 1939, had Mieke Verbruggen zich van Scholta laten scheiden en was verhuisd naar Londen. Het bloed kroop echter waar het niet gaan kon. Na de oorlog trok Scholta eveneens naar Londen, waar het stel opnieuw trouwde. Ze besloten via Nederland naar Wenen te verhuizen, maar bleven uiteindelijk hangen in Wiesbaden. Mieke werkte er in de bibliotheek van het Amerikaanse leger, Carlo Scholta nam de Duitse nationaliteit aan en mocht zijn tijd besteden aan het schrijven van muziek. In 1984 overleed hij, halverwege een Magnificat. Hij werd 84 jaar. Mieke Scholta-Verbruggen keerde terug naar haar geboorteplaats Grathem. Zij overleefde haar echtgenoot twintig jaar en stierf op 9 december 2004 te Thorn, een dag na haar 96e verjaardag.

## Nalatenschap
Het echtpaar Scholta-Verbruggen had geen kinderen. Na het overlijden van haar echtgenoot zocht Mieke Scholta-Verbruggen naar een mogelijkheid zijn werk meer bekendheid te geven. In 1987 werd contact opgenomen met de Maastrichtse componist en conservatoriumdocent Henri Delnooz (*1942), die enthousiast was over Scholta's composities. Hij adviseerde de muzikale nalatenschap onder te brengen in een stichting. Deze is door omstandigheden niet van de grond gekomen. De huidige verblijfplaats van Carlo Scholta's werk is onbekend.
Bekend werk:
- 'Pallieter', opera, onuitgevoerd, circa 1932-1938
- 'Antigone', opera, uitgevoerd (te Wenen?), circa 1945-1950
- 'De Kerstsater', ballet, vóór 1978
- 'Magnificat', onvoltooid, 1984

### Genealogische aanvulling
Mieke Verbruggen was een nicht van het echtpaar Jacques H.G. van den Berk (1919-1992) en Mieke Mertens (1919-2008) te Grathem. Antony Mertens, een oudere broer van Mieke Mertens, bracht Carlo Scholta in contact met Felix Timmermans.